# Игл Лејк (Флорида)
Игл Лејк (енгл. Eagle Lake) град је у америчкој савезној држави Флорида. По попису становништва из 2010. у њему је живело 2.255 становника.

## Демографија
Према попису становништва из 2010. у граду је живело 2.255 становника, што је 241 (9,7%) становника мање него 2000. године.
| Група             | 2000.         | 2010.         |
| Белци             | 1.812 (72,6%) | 1.628 (72,2%) |
| Афроамериканци    | 118 (4,7%)    | 163 (7,2%)    |
| Азијати           | 6 (0,2%)      | 49 (2,2%)     |
| Хиспаноамериканци | 536 (21,5%)   | 363 (16,1%)   |
| Укупно            | 2.496         | 2.255         |